# 西条市ひうち陸上競技場
西条市ひうち陸上競技場（さいじょうし ひうちりくじょうきょうぎじょう）は、愛媛県西条市ひうち町の西条市西条運動公園内にある陸上競技場。球技場としても使用される。

## 概要
西条市の沿岸部、燧灘（ひうちなだ）に面した埋立地内の工業団地の一角に位置する。日本陸上競技連盟第2種公認の陸上競技場で、全天候舗装400m×8レーンのトラックと、天然芝のフィールドを持つ。1,452人収容のメインスタンド以外はすべて芝生席（13,528人収容）。夜間照明設備はない。
2017年に開催される第72回国民体育大会（愛顔つなぐえひめ国体）ではサッカー少年男子の主会場となり、リハーサル大会の第52回全国社会人サッカー選手権大会では決勝戦の会場として使用されたほか、同大会の上位進出チームが出場する全国地域サッカーチャンピオンズリーグ2016でも1次ラウンドグループCの会場として使用された。
FC今治はありがとうサービス. 夢スタジアムが完成するまでの間、当競技場でホームゲームを開催しており、四国サッカーリーグ公式戦および日本フットボールリーグ (JFL) 公式戦を開催した。
なお「西条運動公園」は、平成7年度手づくり郷土賞（コミュニティー部門）受賞。

## 周辺施設
- 西条市ひうち球場
- 西条市総合体育館

## 交通機関
- 鉄道：四国旅客鉄道（JR四国）予讃線 伊予西条駅下車 徒歩40分[3]
- バス：伊予西条駅からせとうちバス 「新居浜駅」「西之川」「中ノ池」「中萩・西条」行きなどで「西条済生会病院前」バス停下車徒歩15分[3]
- 車：松山自動車道 いよ西条ICから8分、または今治小松自動車道 東予丹原ICから20分[3]